# Holdine Stachel
Holdine Stachel (* 30. November 1892 in Danzig; † 26. Juli 1974 in Schwerin) war eine deutsche Politikerin und Schriftstellerin.

## Leben
Die Kommunistin Holdine Stachel arbeitete zunächst als Lehrerin. Während der Zeit des Nationalsozialismus war sie in der antifaschistischen Widerstandsgruppe Alois Stachel in Danzig aktiv und arbeitete dabei auch mit der Abschnittsleitung Nord des Zentralkomitees der KPD in Kopenhagen zusammen.
Nach dem Zweiten Weltkrieg fungierte sie zunächst als Leiterin der Schulabteilung der Landesleitung der KPD (und nach der Zwangsvereinigung von SPD und KPD 1946 der SED) von Mecklenburg. Von 1949 bis 1952 war sie Oberreferentin im Ministerium für Volksbildung des Landes Mecklenburg. Später war sie Mitglied der Bezirksleitung Schwerin der SED sowie Mitglied des Bezirksvorstandes der Gesellschaft für Deutsch-Sowjetische Freundschaft.
Schwerpunkte ihres schriftstellerischen Schaffens waren Romane mit regionalem Bezug zu Mecklenburg und Kinderbücher. Ihre Erfahrungen aus der Arbeit in der Gesellschaft für Deutsch-Sowjetische Freundschaft bilanzierte sie in dem posthum erschienenen Buch Befreier, Verbündete, Freunde. Stachels Nachlass wird im Landeshauptarchiv Schwerin verwahrt.
1962 erhielt sie den Vaterländischen Verdienstorden in Silber.

## Werke
- Sturmtage in Danzig, Leipzig 1943.
- Dem neuen Tag entgegen. Roman, Schwerin 1950.
- Wenn Bälle fliegen und andere Dinge ..., Berlin 1954.
- Mit schwerem Gepäck auf steinigem Weg. Bilder aus der Geschichte der Stadt Wittenberge, Schwerin 1958.
- Die Milkats und die Quentins, Schwerin 1970.
- Befreier, Verbündete, Freunde. Vom Werden und Wachsen der deutsch-sowjetischen Freundschaft im Bezirk Schwerin, Schwerin 1985.